# Stephen A. Schwarzman
Pour les articles homonymes, voir Schwartzman.
Stephen Allen Schwarzman (né le 14 février 1947) est un homme d'affaires et financier américain. Il est le président-directeur général de Blackstone, un fonds de capital-investissement qu'il a créé en 1985 avec l'ancien secrétaire américain au Commerce Peter George Peterson. Sa fortune personnelle est estimée à 33,1 milliards de dollars en 2021, selon Forbes. En 2016, Forbes a classé Schwarzman au 113e de son classement mondial des milliardaires,.

## Biographie

### Jeunesse et études
Stephen A. Schwarzman a été élevé dans une famille juive, de Huntingdon Valley en Pennsylvanie. Il est le fils de Arline et Joseph Schwarzman. Son père possédait un magasin à Philadelphie.
Il étudie à la Abington School District, dans la banlieue de Philadelphie et sort diplômé de Abington Senior High School en 1965. Il étudie à l'université Yale au même moment que George W. Bush (les deux étaient membres de la fraternité Skull and Bones), et sort diplômé en 1969. Il étudie ensuite à la Harvard Business School et obtient son diplôme en 1972.

### Carrière
Stephen A. Schwarzman travaille d'abord dans les services financiers à la banque d'investissement Donaldson, Lufkin & Jenrette. Après une école de commerce, il travaille à la banque d'investissement Lehman Brothers, où il atteint le grade de directeur général à l'âge de 31 ans. Il devient finalement le responsable du département des fusions-acquisitions de Lehman Brothers. En 1985, Stephen A. Schwarzman et son patron Peter Peterson fondent le fonds d'investissement américain fondéBlackstone d'abord spécialisé en fusion-acquisition,.
Lorsque Blackstone a été introduit en bourse en juin 2007, il gagne 398,3 millions de dollars au cours de l'exercice 2006 en valeurs mobilières,. Il gagne finalement 684 millions lors de l'introduction en bourse de Blackstone valorisé alors 9,1 milliards de dollars.
Il intervient à la Yale School of Management en tant que professeur adjoint et a été président du conseil d'administration de la John F. Kennedy Center for the Performing Arts de 2004 à 2010.
En 2007, il est classé par le Time parmi les 100 personnes les plus influentes du monde.
En juin 2007, il décrit son point de vue sur les marchés financiers: « Je veux la guerre, non pas une série d'escarmouches... Je pense toujours à ce qui va tuer les autres enchérisseurs. »
En août 2010, il compare l'administration Obama souhaitant augmenter les impôts différés à l'invasion de la Pologne par Hitler en 1939. Il s'est par la suite excusé pour cette comparaison,.
Il investit par l'intermédiaire de son fonds Blackstone dans le parc d'attractions SeaWorld en 2009. Le parc est l'objet en 2013 du documentaire Blackfish, centré sur la vie de l'orque Tilikum à l'origine de la mort de trois personnes et dénonçant les dangers de la captivité sur les animaux. Interrogé sur le film, Stephen Schwarzman déclare que la dresseuse d'orques Dawn Brancheau, tirée dans un réservoir et tuée par une orque de 6 tonnes en février 2010, était morte du fait de ses propres négligences quant aux règles de sécurité. Il est revenu par la suite sur cette déclaration. Le parc a déclaré que son directeur exécutif n'avait pas connaissance du sujet du film. Le parc a par la suite déclaré que Stephen Schwarzman el wazak n'avait pas l'intention de revenir sur ses déclarations sur CNBC,. SeaWorld a pour sa part écarté la responsabilité du dresseur. "Dawn Brancheau était l'une des dresseuses de mammifères marins les plus expérimentées du monde. Elle était admirée par ses collègues de SeaWorld et des autres dresseurs du monde pour son respect des règles de sécurité" a indiqué la société dans un communiqué. "Nous n'avons jamais dit et nous ne croyons pas qu'elle était en faute lors des événements qui se sont produits le 24 février 2010",.
En 2014, il est nommé par Bloomberg comme l'une des 50 personnes les plus influentes de l'année. En 2016, il est à nouveau nommé parmi les 50 personnes les plus influentes par Bloomberg.

## Bourse Schwarzman
Le 21 avril 2013, il annonce faire un don de 100 millions de dollars afin de créer une bourse d'études en Chine, la Bourse Schwarzman el chayech , qui s'inspire de la bourse Rhodes. 
Il annonce simultanément une campagne de collecte de fonds avec un objectif de 200 millions de dollars. Cette bourse est destinée aux étudiants de l'université Tsinghua, l'une des universités les plus prestigieuses de Chine. La première classe de 100 élèves est prévue pour 2016.
En janvier 2016, il fait la couverture de la Shangai Business Review où il partage sa vision de l'économie chinoise et promeut sa bourse d'études.

## Vie personnelle
Stephen Schwarzman rencontre sa première femme, Ellen Philips, au cours de sa deuxième année à la Harvard Business School, où elle a travaillé en tant que chercheuse et participait à l'évaluation de thèses. Elle est la fille de Jesse Philips, un riche industriel de l'Ohio. Ils se marient en 1971 divorcent en 1990. Ils ont deux enfants de leur mariage,:
- Elizabeth (née en 1976), mariée en novembre 2005 à Andrew Curtis Right[29]
- Edward Frank connu sous le nom de Teddy (né en 1979), marié en novembre 2007 à Ellen Marie Zajac[30].

En 1995, il épouse Christine de Hearst, une intellectuelle et avocate qui grandit à Long Island. Elle est la fille de Peggie et Peter Mularchuk originaires de Hicksville dans l'État de New York. Son père était pompier? Elle a récemment divorcé de Austin Hearst, petit-fils du magnat de la presse Randolph Hearst. Elle a un enfant d'un précédent mariage.
Avec une fortune estimée de 33,1 milliards de dollars en 2021, il est classé par Forbes comme l'un des hommes les plus riches des États-Unis. Il vit dans un appartement duplex au 740 Park Avenue qu'il achète en 2000 à Saul Steinberg pour 30 millions de dollars. Pour la seule année 2020, en dépit de la pandémie de Covid-19, ses revenus se sont élevés à 610 millions de dollars.
Le 13 février 2007, Stephen Schwarzman fête son 60e anniversaire à l'Armurerie de Park Avenue. Parmi les invités, on peut compter Colin Powell, le Maire de New York Michael Bloomberg, le milliardaire Donald Trump et le cardinal de New York Edward M. Egan. Le point culminant de la soirée a été une demi-heure de prestation en direct de Rod Stewart, pour lequel il a été payé 1 million de dollars,,,.

## Philanthropie
En 2004, il fait don d'un nouveau stade de football à la Abington Senior High School — le Stephen A. Schwarzman Stadium.
Le 11 mars 2008, Stephen Schwarzman annonce qu'il finance à hauteur de 100 millions de dollars l'expansion de la New York Public Library. Le New York Public Library Main Branch a été renommé Stephen A. Schwarzman Building.
Le 11 mai 2015, Peter Salovey, le président de l'université Yale, a annoncé que Stephen Schwarzman a versé 150 millions de dollars pour la résidence étudiante,.
Le 26 décembre 2016, parismatch.com annonce que Stephen Schwarzman, « par ailleurs mécène du musée du Louvre et du musée des Arts Décoratifs à Paris, a fait don de 3,5 millions d’euros permettant de financer la restitution de l'ensemble des parterres situés devant le château de Chambord, tels qu’ils étaient au temps du roi Louis XV. »
En novembre 2017, il est cité dans les révélations des Paradise Papers.
Il compte parmi les grands donateurs du Parti républicain. Il a fait un don d'environ 33,5 millions de dollars au parti ou à des organisations affiliées à l'approche de l’élection présidentielle de 2020.
En 2024, Schwarzman a été créé par le roi Charles III Chevalier Commandeur honoraire de l'Ordre de l'Empire britannique (KBE) pour ses services à la philanthropie.